# Jezioro Paprocańskie
Jezioro Paprocańskie (także Jezioro Paprocany, niem. Paprotzaner See) – zbiornik wodny położony w południowo-zachodniej części Tychów. Jest zbiornikiem sztucznym powstałym dla potrzeb Huty Paprockiej w 1796 roku. Zbiornik służył do chłodzenia obudowy, napędzania dmuchaw i młota huty. W latach 1986–1992 w zbiorniku przeprowadzono zabiegi rekultywacyjne polegające na całkowitym osuszeniu zbiornika, zdjęciu namułu i obniżeniu gruntu dennego o 0,5 m na powierzchni 110 ha. Obecnie pełni rolę rekreacyjną oraz retencyjną stanowiąc osłonę przeciwpowodziową dla południowo-wschodnich dzielnic miasta.

## Hydrologia
Powierzchnia jeziora wynosi 132 ha, średnia głębokość waha się w granicach od 150 do 190 cm. Jezioro otoczone jest lasami – leśnym pasem ochronnym GOP. Wody Jeziora Paprocańskiego zasilane są przez Starą Gostynkę i drobne cieki leśne, spływające od południa. Powierzchnia zlewni zasilającej jezioro wynosi 20,4 km². Rzeźba terenu w pobliżu brzegów jest mało urozmaicona. W części cofkowej wykształciły się tereny zabagnione, stanowiące ostoję ptactwa wodnego. Jezioro pełni rolę akwenu rekreacyjnego I klasy czystości. Jego zapora ochrania przed zalaniem dolinę Gostynki, a spuszczane z jeziora wody służą do zmniejszenia stopnia zanieczyszczenia rzeki. Pojemność jeziora wynosi 1,65 mln m³, w tym całkowita rezerwa powodziowa wynosi 2,45 mln m³. Lustro wody znajduje się na rzędnej 242,0 m, jego głębokość nie przekracza 2,50 m, jedynie w starym korycie Gostynki można trafić na głębszą wodę dochodzącą do ok. 3,5 m. Zrzut wody ze zbiornika, kanałem odpływowym, waha się pomiędzy 0,12–8,50 m³/s.
Długość Jeziora Paprocańskiego to ok. 2 km, natomiast szerokość w najszerszym miejscu wynosi ok. 0,5 km.
Jezioro ma słabo rozwiniętą linię brzegową, posiada bardzo bogatą szatę rośliną. W 1992 roku brzegi zabezpieczono narzutem kamiennym i włókniną przybitą do dna, a następnie obsiano je trawą znacząco redukując pasy trzcin i oczeretów położonych przy brzegach.

## Fauna i flora

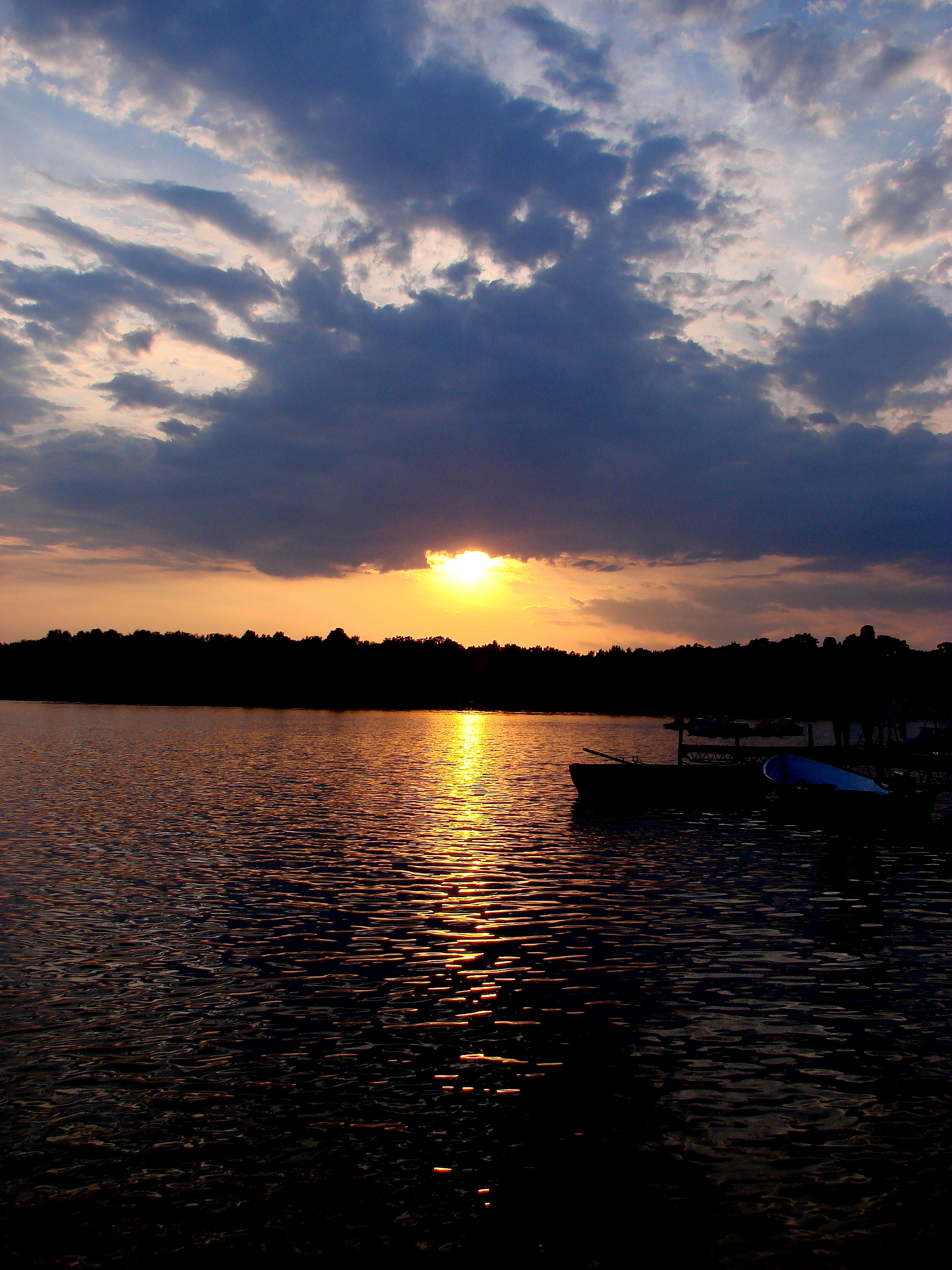
Zachód słońca nad Jeziorem Paprocańskim

W jeziorze znajduje się wiele gatunków ryb, m.in. okonie, szczupaki, węgorze, karasie, płocie, liny i karpie. Jezioro jest zbiornikiem typu szczupakowo-linowego, najliczniej występującym gatunkiem jest leszcz, występuje także dość duża populacja sporych sumów, dorodnych jazi, boleni i pojedyncze sztuki amura. W wodach jeziora żyje także wiele gatunków małży, takich jak skójka malarska, szczeżuja pospolita i gałeczka rogowa, oraz ślimaków np. zatoczek pospolity. Mięczaki te przyczyniają się do znaczącej poprawy oczyszczania zbiornika z cząstek metali ciężkich i fosforu, a poprzez filtrację wody ze swojego otoczenia zwiększają jej przejrzystość, która w ostatnich latach funkcjonowania zbiornika została zachwiana przez obecność dużej ilości manganu w wodzie.
Okolice jeziora, szczególnie pozostałości po Puszczy Pszczyńskiej – zamieszkuje ptactwo chronione takie jak: czapla siwa, mewa śmieszka, łabędź niemy oraz wiele gatunków kaczek. Na terenie zbiornika i w jego okolicy można spotkać rzadkie gatunki zwierząt (m.in. rybitwę czarną, rybołowa, ślepowrony oraz kureczkę zielonkę).
Oprócz licznych zwierząt w zbiorniku i jego okolicach można spotkać także unikalne rośliny wodne np. grzybienie białe, salwinię pływającą, czy też kotewkę orzech wodny – są to gatunki w Polsce objęte ochroną. W zbiorniku występują także inne rośliny m.in. grążel żółty.

## Turystyka i rekreacja
W północno-wschodniej części zbiornika znajduje się ośrodek wypoczynkowy MOSiR na jego terenie znajduje się plaża strzeżona oraz obiekty sportowe: boiska do gry w siatkówkę, piłkę nożną, koszykówkę oraz asfaltowy kort do tenisa ziemnego. Znajduje się tu także wypożyczalnia sprzętu sportowo-rekreacyjnego, przystań wodna, pole campingowe i wypożyczalnia sprzętu do pływania. Ośrodek wypoczynkowy czynny jest od rana do wieczora. Wstęp do ośrodka jest bezpłatny, a w czasie sezonu letniego nad bezpieczeństwem wypoczywających czuwają ratownicy oraz policja z tutejszego posterunku. Jezioro Paprocańskie cieszy się wśród mieszkańców Tychów dużą popularnością, jednak od lipca 2006 roku został wprowadzony zakaz kąpieli w jeziorze ze względu na zakwit toksycznych sinic – taka sytuacja powtarza się co roku.
Ponadto w latach 1999–2008 w bliskim sąsiedztwie jeziora organizowany był znany festiwal muzyczny Tyski Festiwal Muzyczny im. Ryśka Riedla „Ku Przestrodze” oraz odbywający się do dziś „Port Pieśni Pracy” (festiwal piosenki szantowej).
Jezioro ze względu na swoją urodzajność w ryby przyciąga także wielu wędkarzy, którzy co roku uczestniczą w wielu imprezach sportowych organizowanych przez koło PZW Tychy, m.in. konkursy karpiowe – „Karpiowy Puchar Polski”, „Nocne zawody gruntowe”, „Zawody Spławikowe Koła PZW Tychy” oraz wiele innych, mających na celu wyłonienie „Najlepszego Łowcy Karpi” i „Największego Karpia” na zbiorniku Paprocany.
Nad jeziorem od strony południowo-zachodniej ulokowany jest zabytkowy pałac myśliwski w Promnicach, zbudowany w 1861 roku w angielskim stylu neogotyckim, z odczuwalnym wpływem niemieckiej wersji stylu.